# يانيس نيفونر
يانيس نيفونير (مواليد 30 مارس 1992) هو ممثل ألماني، حصل في عام 2017 على جائزة جوبيتر لأفضل ممثل ألماني.

## وصلات خارجية
- يانيس نيفونير على موقع IMDb (الإنجليزية)
- يانيس نيفونير على موقع مونزينجر (الألمانية)
- يانيس نيفونير على موقع ألو سيني (الفرنسية)
- يانيس نيفونير على موقع أول موفي (الإنجليزية)
- يانيس نيفونير على موقع ديسكوغز (الإنجليزية)
- يانيس نيفونير على موقع قاعدة بيانات الفيلم (الإنجليزية)
- يانيس نيفونير على موقع كينوبويسك (الروسية)